# Ешли Јанг
Ешли Сајмон Јанг (енгл. Ashley Simon Young; Стивениџ, 9. јул 1985) енглески је фудбалер који тренутно игра за Евертон.

## Клупска каријера

### Вотфорд
Јанг је поникао у омладинској школи Вотфорда. За први тим је по први пут играо са 18 година, септембра 2003. на утакмици против Милвола. У игру је тада ушао са клупе и успео је да се упише у стрелце. Те сезоне је забележио укупно пет наступа у првенству (сваки пут је ушао као замена) и постигао три гола. Једном је био стартер али је то било на мечу Лига Купа. У сезони 2004/05. је забележио 34 наступа, није постигао гол, али је неколико пута био асистент, чиме је заслужио награду најбољег младог играча сезоне. У сезони 2005/06. је одиграо 41 утакмицу и постигао 15 голова, мађу којима и гол у полуфиналу плеј офа против Кристал паласа. Вотфорд је тада ушао у финале и победио Лидс јунајтед са 3-0, чиме је изборио пласман у Премијер лигу. Јанг је своју прву сезону у Премијер лиги почео сјајно, постигавши три гола. У зимском прелазном року се нашао на мети неколико острвских клубова. Вотворд је неколико понуда за Јанга одбио, незадовољан понуђеним обештећњем. Један од заинтересованих клубова, Вест Хем јунајтед је побољшао своју првобитну понуду на 10 милиона фунти, што су челници Вотфорда прихватили. Јанг је одбио да пређе у Вест Хем јер је желео да преће у неки већи клуб. 

### Астон Вила
Астон Вила је 18. јануара 2007. упутила понуду од 9,75 милиона фунти. Та понуда је била прихваћена од стране Вотфорда а и Јанг се сложио са овим трансфером, па је уговор са својим новим клубом потписао 23. јануара 2007. На свом дебију у дресу Астон Виле, 31. јануара 2007. је постигао гол на Сент Џејмс парку против Њукасл јунајтеда. Нови уговор са Астон Вилом је потписао 4. новембра 2008. према коме треба да остане у клубу до јуна 2012.

### Манчестер јунајтед
Манчестер јунајтед је 23. јуна 2011. на свом званичном сајту објавио трансфер Ешлија Јанга у своје редове. Висина обештећења није позната, а претпоставља се да се ради о цифри од око 17 милиона фунти.

## Репрезентативна каријера
Позив да наступи за младу репрезентацију Енглеске је први пут добио фебруара 2006. Тадашњи селектор Питер Тејлор га је уврстио у тим за утакмицу против селекције италијанске Серије Б. У утакмици против вршњака из Швајцарске постигао је гол за победу од 3-2 и пролазак Енглеске у бараж за Европско првенство 2007. за играче до 21 године. На том првенству је одиграо три утакмице, међу којима и чувено полуфинале против Холандије, у којем су Енглези поражени после извођења пенала, укупним резултатом 13-12.
Селектор Стив Макларен га је по први пут позвао у А репрезентацију за утакмице квалификација за Европско првенство 2008. против Русије и Израела, али тада није играо. Исто тако није добио прилику да дебитује ни када је поново позван за мечеве квалификација против Естоније и Русије. Коначно је дебитовао 16. новембра 2007. на пријатељској утакмици против Аустрије, када је у игру ушао са клупе. У стартних једанаест га је први уврстио Фабио Капело, на утакмици против Холандије, 12. августа 2009.

## Успеси
Манчестер јунајтед
- Премијер лига (1) : 2012/13.
- ФА куп (1) : 2015/16.
- Енглески Лига куп (1) : 2016/17.
- Комјунити шилд (1) : 2011.
- Лига Европе (1) : 2016/17.

Интер
- Првенство Италије (1) : 2020/21.